# Force India VJM03
Der Force India VJM03 ist der vom Formel-1-Team Force India in der Saison 2010 genutzte Rennwagen.

## Renngeschichte
Ebenso wie die Fahrzeuge von McLaren und Mercedes GP wird auch der VJM03 vom 2,4-Liter-Mercedes-Benz-V8-Motor angetrieben. Als Stammfahrer waren Adrian Sutil und Vitantonio Liuzzi verpflichtet.
Der Öffentlichkeit wurde das Auto am 9. Februar vorgestellt – einen Tag später erfolgte auf dem Circuito de Jerez die erste Testfahrt.
Die beste Platzierung des VJM03 konnte Adrian Sutil beim Großen Preis von Malaysia und beim Großen Preis von Belgien mit dem fünften Rang herausfahren.

## Lackierung und Sponsoring
Der VJM03 ist überwiegend in Weiß lackiert. Weiterhin gibt es Farbakzente in Orange und Grün. Es werben Bridgestone, Medion, Kingfisher, Reebok sowie Whyte and Mackay auf dem Fahrzeug.

## Ergebnisse
| Fahrer               | Nr.                  | 1  | 2   | 3   | 4   | 5   | 6 | 7  | 8  | 9  | 10 | 11 | 12  | 13 | 14 | 15  | 16  | 17  | 18  | 19  | Punkte | Rang |
| -------------------- | -------------------- | -- | --- | --- | --- | --- | - | -- | -- | -- | -- | -- | --- | -- | -- | --- | --- | --- | --- | --- | ------ | ---- |
| Formel-1-Saison 2010 | Formel-1-Saison 2010 |    |     |     |     |     |   |    |    |    |    |    |     |    |    |     |     |     |     |     | 68     | 7.   |
| A. Sutil             | 14                   | 12 | DNF | 5   | 11  | 7   | 8 | 9  | 10 | 6  | 8  | 17 | DNF | 5  | 16 | 9   | DNF | DNF | 12  | 13  | 68     | 7.   |
| V. Liuzzi            | 15                   | 9  | 7   | DNF | DNF | 15* | 9 | 13 | 9  | 16 | 11 | 16 | 13  | 10 | 12 | DNF | DNF | 6   | DNF | DNF | 68     | 7.   |

| Legende  | Legende            | Legende                                                          |
| Farbe    | Abkürzung          | Bedeutung                                                        |
| -------- | ------------------ | ---------------------------------------------------------------- |
| Gold     | –                  | Sieg                                                             |
| Silber   | –                  | 2. Platz                                                         |
| Bronze   | –                  | 3. Platz                                                         |
| Grün     | –                  | Platzierung in den Punkten                                       |
| Blau     | –                  | Klassifiziert außerhalb der Punkteränge                          |
| Violett  | DNF                | Rennen nicht beendet (did not finish)                            |
| Violett  | NC                 | nicht klassifiziert (not classified)                             |
| Rot      | DNQ                | nicht qualifiziert (did not qualify)                             |
| Rot      | DNPQ               | in Vorqualifikation gescheitert (did not pre-qualify)            |
| Schwarz  | DSQ                | disqualifiziert (disqualified)                                   |
| Weiß     | DNS                | nicht am Start (did not start)                                   |
| Weiß     | WD                 | zurückgezogen (withdrawn)                                        |
| Hellblau | PO                 | nur am Training teilgenommen (practiced only)                    |
| Hellblau | TD                 | Freitags-Testfahrer (test driver)                                |
| ohne     | DNP                | nicht am Training teilgenommen (did not practice)                |
| ohne     | INJ                | verletzt oder krank (injured)                                    |
| ohne     | EX                 | ausgeschlossen (excluded)                                        |
| ohne     | DNA                | nicht erschienen (did not arrive)                                |
| ohne     | C                  | Rennen abgesagt (cancelled)                                      |
| ohne     | keine WM-Teilnahme |                                                                  |
| sonstige | P/fett             | Pole-Position                                                    |
| sonstige | 1/2/3/4/5/6/7/8    | Punktplatzierung im Sprint-/Qualifikationsrennen                 |
| sonstige | SR/kursiv          | Schnellste Rennrunde                                             |
| sonstige | *                  | nicht im Ziel, aufgrund der zurückgelegten Distanz aber gewertet |
| sonstige | ()                 | Streichresultate                                                 |
| sonstige | unterstrichen      | Führender in der Gesamtwertung                                   |